# カラマニー
カラマニー （Caramany、オック語:Caramanh）は、フランス、オクシタニー地域圏、ピレネー＝オリアンタル県のコミューン。1994年に完成したカラマニー・ダム、人工湖のカラマニー湖で知られる。

## 地理
フェヌイエード地方の中心部にある。カラマニー湖を見下ろす2つの丘、バドの丘とモン・ルドンの丘の間に突き出た岩の露頭の上にまちはある。カラマニーはブドウ畑に囲まれている。
2008年、カラマニーは空前の水不足の影響を受けた。カラマニー湖は1994年以来の最低水位を観測した。

## 由来
地名はおそらくケルト語からきているか、バスク語のker（岩）、ラテン語のmagna（大きい）からきているとされる。カッシーニ地図にCaramanyの記載はないが、Caramaingと記されている。

## 経済

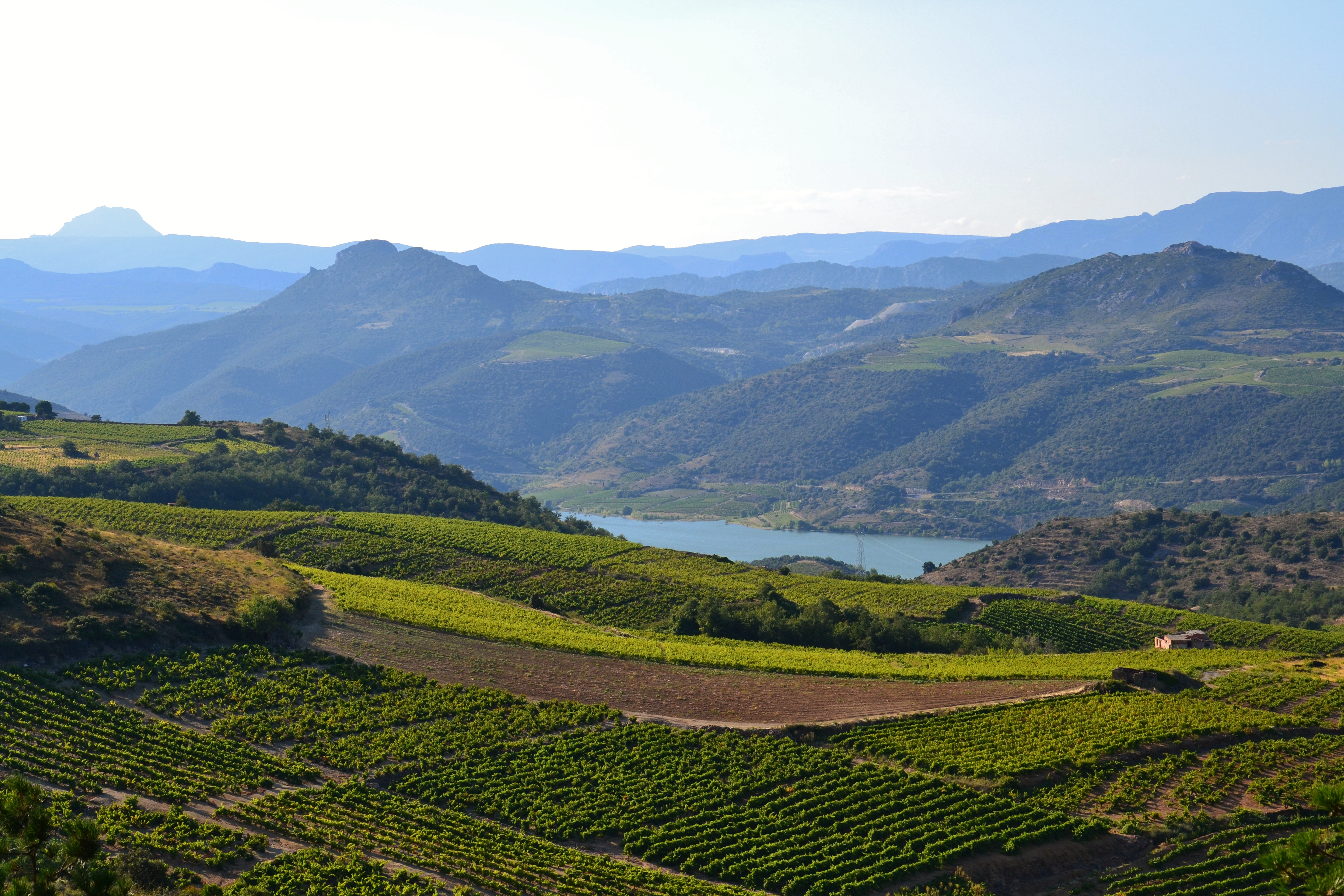
カラマニーのブドウ畑

まちの経済は観光の他、ワイン用ブドウ栽培、そしてカラマニー・ダムに依存する。
労働力の81%が集中する第一次産業は、地域社会に広く普及したブドウ栽培である。カラマニーのワイナリー協同組合は、コミューン唯一の商業および加工産業である。2008年に新しいデザイン、新しいスローガンに改められた。80のワイン生産者がいる。
まちはルシヨンワイン生産地の真ん中にあり、AOCコート・デュ・ルシヨン・ヴィラージュ（fr）の名前を付けられる。カラマニーはレスケルド、ラトゥール＝ド＝フランス、トータヴェルとともに、生産したワインにAOCコート・デュ・ルシヨン・ヴィラージュの名称が付けることのできる4つのヴィラージュの1つである。2009年の生産量は5920ヘクトリットルに達した。
花崗岩質および片麻岩質の土地に、シラー、グルナッシュ、カリニャン、Lladoner Pelut種のブドウが植えられている。ワインはこれらの品種の少なくとも2つをセパージュすることが必要である。カラマニー産赤ワインは、ワインの全国大会で定期的に金メダルを獲得している（2009年、2010年に農業コンクールで金メダル）。
労働力の3%は第二次産業が占める。
第三次産業は労働力の約15%を占める。

## 歴史

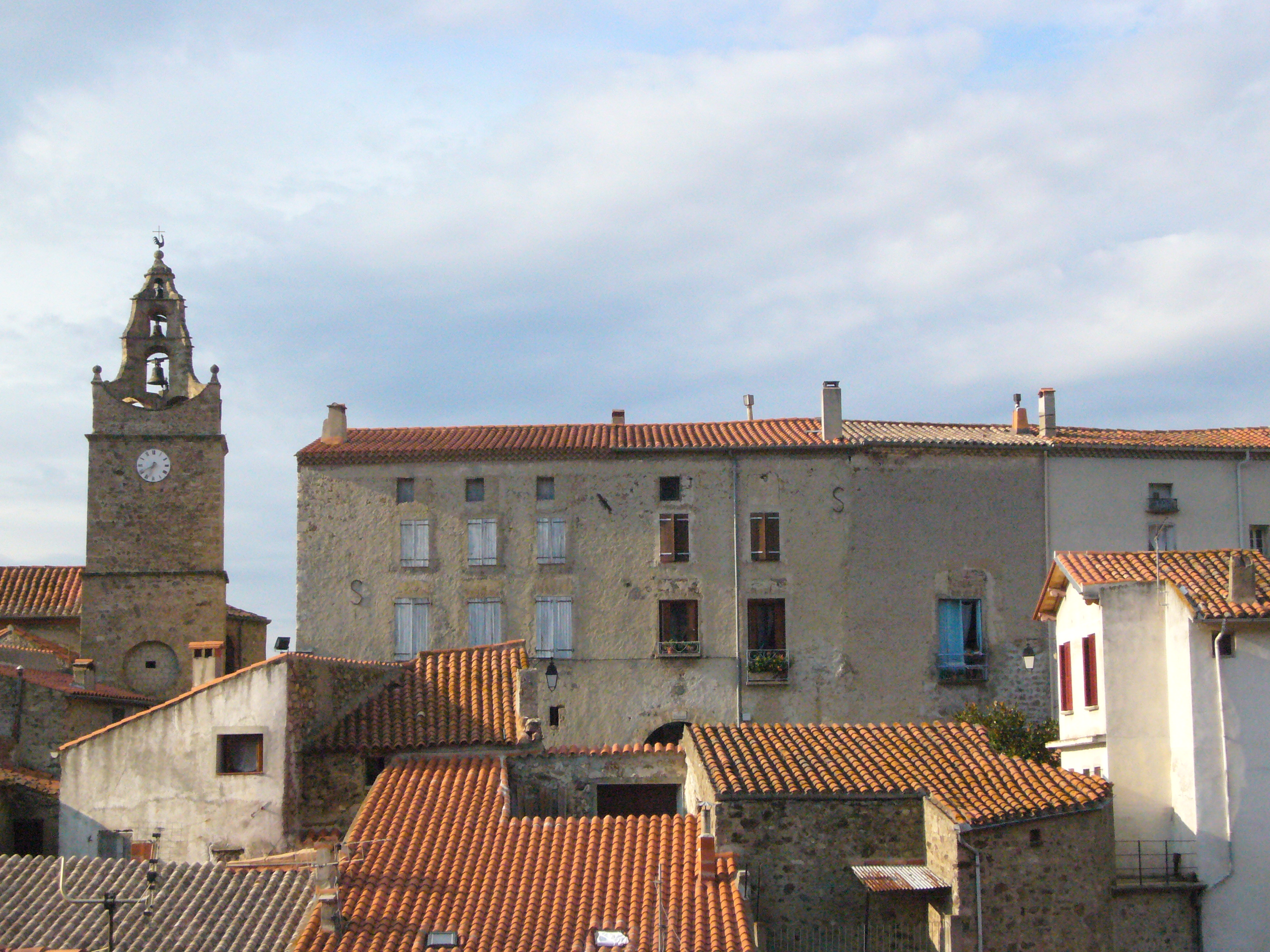
鐘楼と城

カラマニーの歴史はアリ川と密接につながっている。カラマニー・ダム建設の際、多くの考古学的発見があった。数千年前にさかのぼる、新石器時代のネクロポリスが発見されたのである。
カラマニーの存在が初めて知られたのは1085年、一方で領主一族の存在が公文書の記述に登場するのは1242年である。当時、ユーグ・ド・カラマンはフェヌイエ子爵の有力な騎士であった。1258年のコルベイユ条約でフェヌイエ子爵領はフランス王の宗主権下となり、隣接する城と同様カラマニーも対国境防衛のための前線の城となった。ベレスタ近郊の村ではこの時代の痕跡をとどめている。時には地名に「国境の」を意味するド・ラ・フロンティエール（de la Frontière）が付け足されている。
カタルーニャ側につくことを選んだ当時の領主にカラマニーは放棄されるが、領地は様々な領主のもとを転々とした。フランス革命後、最後の領主モレオン・ナルボンヌ伯爵は、自分の資産、城、領地、そして住民も売却した。
1790年、憲法制定国民議会が県を新たに設置する際、フェヌイエードはかつてのルシヨン伯領、セルダーニュ伯領、カプシール伯領、コンフラン伯領とともに現在のピレネー＝オリアンタル県に含まれることとなった。
18世紀から19世紀は拡大の時代だった。まちの人口はピークに達し、城壁の外へあふれた。教会もまた拡張され、鐘楼が1847年から1849年にかけ、フランソワ・ブリア神父指導のもと住民自身によって付け足された。
作付面積が増加し、20世紀になってブドウ栽培に続いて、穀物とオリーブの栽培が成功し農業はコミューンの唯一の経済資源となった。1923年に始まったワイナリーの協同組合は、1966年より品質の向上に努めている。

## 人口統計
| 1962年 | 1968年 | 1975年 | 1982年 | 1990年 | 1999年 | 2006年 |
| ------ | ------ | ------ | ------ | ------ | ------ | ------ |
| 327    | 293    | 241    | 216    | 170    | 165    | 142    |